# Pierre Georget
Pierre Georget (* 9. August 1917 in Châtellerault; † 1. August 1964 in Paris) war ein französischer Bahnradsportler.
1936 war das erfolgreichste Jahr in der Radsport-Karriere von Pierre Georget: Bei den UCI-Bahn-Weltmeisterschaften 1936 in Zürich wurde er Vize-Weltmeister im Sprint der Profis, hinter dem Niederländer Arie van Vliet. Bei den Olympischen Spielen in Berlin errang er zwei Medaillen, die silberne im 1000-Meter-Zeitfahren (wiederum hinter van Vliet) sowie eine bronzene im Tandemrennen, gemeinsam mit Georges Maton. Das französische Duo verlor im Halbfinale gegen die späteren Goldmedaillen-Gewinner aus Deutschland, Ernst Ihbe und Carl Lorenz. Im Jahr darauf wurde Georget in Ordrup bei Kopenhagen ein zweites Mal Vize-Weltmeister im Sprint, hinter dem Niederländer Jef van de Vijver. Als Amateur siegte er im Grand Prix Kopenhagen 1937.
Pierre Georget stammte aus einer erfolgreichen Radsport-Familie: Er war der Sohn von Léon Georget und der Neffe von Émile Georget.